# Schleifenhan
Schleifenhan ist ein Gemeindeteil von Itzgrund im oberfränkischen Landkreis Coburg.

## Geographie
Die Einöde an der Itz, ein ehemaliges Mühlenanwesen, liegt etwa 13 Kilometer entfernt südwestlich von Coburg. An dem Ort führt die Bundesstraße 4 vorbei.

## Geschichte
Schleifenhan wurde erstmals 1233 urkundlich genannt. Eine alte Schreibweise war Sleipenhagen. Die Mühle stand an der Einmündung des Schleifenhaner Baches (heute der Püchitzer Bach) in die Itz auf der Höhe des Waldstücks Schleiffenhayn.
Schleifenhan lag an der Grenze zwischen dem Königreich Bayern und dem Herzogtum Sachsen-Coburg und Gotha. In dem zwischen Bayerns Ministerpräsident Maximilian von Montgelas und Prinz Leopold von Sachsen-Coburg-Saalfeld ausgehandelten Staatsvertrag aus dem Jahr 1811 wurde das territorial strittige Schleifenhan Bayern zugesprochen. Ab 1862 gehörte der Ort zum neu geschaffenen bayerischen Bezirksamt Staffelstein. 1875 hatte die Einöde achtzehn Einwohner und zehn Gebäude. Die evangelische Schule und Kirche befanden sich im 2,5 Kilometer entfernten Gleußen, zu dem der Ort gehörte.
1925 lebten in Schleifenhan vierzehn Einwohner in zwei Wohnhäusern. Im Jahr 1987 umfasste die Einöde sieben Einwohner und zwei Wohnhäuser mit zwei Wohnungen.
Am 1. Juli 1972 wurde der Landkreis Staffelstein aufgelöst. Seitdem gehört Schleifenhan zum Landkreis Coburg. Im Zuge der bayerischen Gebietsreform verlor Gleußen am 1. Mai 1978 seine Selbstständigkeit als Gemeinde und wurde, wie sein Ortsteil Schleifenhan, ein Gemeindeteil der Gemeinde Itzgrund.

### Einwohnerentwicklung
| Jahr      | 1875 | 1900 | 1925 | 1950 | 1970 | 1987 |
| --------- | ---- | ---- | ---- | ---- | ---- | ---- |
| Einwohner | 18   | 13   | 14   | 14   | 13   | 7    |